# Крупа (приток Моравы)
Кру́па (чеш. Krupá) — река на северо-востоке Чехии. Течёт по территории района Шумперк в Оломоуцком крае. Левый приток верхнего течения Моравы.
Длина реки составляет 19 км. Площадь водосборного бассейна равняется 112,44 км². Средний расход воды — 2,1 м³/c.
Начинается с высоты 945 м над уровнем моря на склонах горы Млжни-Врх у польско-чешской границы. Впадает в Мораву на высоте 411 м над уровнем моря западнее города Ганушовице.